# Modesto Méndez Amador
Modesto Méndez Amador (Pinar del Río, Cuba; 6 de enero de 1998) es un futbolista cubano. Juega de defensa. Es internacional absoluto por la selección de Cuba desde 2021.

## Trayectoria
Méndez se unió al Inter Miami CF II en 2020. Debutó en el club de Miami el 18 de julio de 2020 en la victoria por 2-0 sobre Greenville Triumph por la USL League One.
En julio de 2021, el defensor fue cedido al Charleston Battery de la USL Championship.

## Selección nacional
Debutó por la selección de Cuba el 8 de junio de 2021 ante San Vicente y las Granadinas.

## Estadísticas
Actualizado al último partido disputado el 22 de mayo de 2023.
| Club                              | Div.          | Temporada     | Liga  | Liga  | Copas nacionales | Copas nacionales | Copas internacionales | Copas internacionales | Total | Total |
| Club                              | Div.          | Temporada     | Part. | Goles | Part.            | Goles            | Part.                 | Goles                 | Part. | Goles |
| --------------------------------- | ------------- | ------------- | ----- | ----- | ---------------- | ---------------- | --------------------- | --------------------- | ----- | ----- |
| Fort Lauderdale Estados Unidos    | 3.ª           | 2020          | 8     | 0     | —                | —                | —                     | —                     | 8     | 0     |
| Fort Lauderdale Estados Unidos    | 3.ª           | 2021          | 18    | 2     | —                | —                | —                     | —                     | 18    | 2     |
| Inter Miami II Estados Unidos     | 3.ª           | 2022          | 14    | 0     | —                | —                | —                     | —                     | 14    | 0     |
| Inter Miami II Estados Unidos     | 3.ª           | 2023          | 3     | 0     | —                | —                | —                     | —                     | 3     | 0     |
| Inter Miami II Estados Unidos     | Total club    | Total club    | 43    | 2     | 0                | 0                | 0                     | 0                     | 43    | 2     |
| Charleston Battery Estados Unidos | 2.ª           | 2021          | 1     | 0     | —                | —                | —                     | —                     | 1     | 0     |
| Charleston Battery Estados Unidos | Total club    | Total club    | 1     | 0     | 0                | 0                | 0                     | 0                     | 1     | 0     |
| Total carrera                     | Total carrera | Total carrera | 44    | 2     | 0                | 0                | 0                     | 0                     | 44    | 2     |